# Jordan D. Schnitzer
Jordan D. Schnitzer (* 1951 in Portland, Oregon) ist ein amerikanischer Geschäftsmann, Kunstsammler, Mäzen und Philanthrop. Er ist Präsident von Schnitzer Properties, einem privaten Immobilienunternehmen, das in sechs Staaten im Westen der USA tätig ist. Darüber hinaus leitet er die Jordan Schnitzer Family Foundation und die Harold & Arlene Schnitzer CARE Foundation. Die Stiftung wurde 1997 als gemeinnützige Organisation gegründet, um die Sammlungen von Jordan D. Schnitzer und der Schnitzer Family Foundation zu verwalten, zusätzliche Mittel für die Bildungs- und Öffentlichkeitsarbeit in Verbindung mit entsprechenden Ausstellungen bereitzustellen und wissenschaftliche Texte zu veröffentlichen. Seit ihrer Gründung hat die Stiftung mehr als 180 Ausstellungen organisiert und Kunstwerke in über 120 Museen ausgestellt. Drei dieser Museen tragen seinen Namen: Jordan Schnitzer Museum of Art at The University of Oregon, Jordan Schnitzer Museum of Art at Washington State University (WSU) und Jordan Schnitzer Museum of Art at Portland State University (PSU).

## Leben
Jordan Schnitzer wuchs in Portland auf und wurde früh von seinen Eltern Harold und Arlene Schnitzer beeinflusst, die sich stark für wohltätige Zwecke engagierten. Jordan Schnitzer besuchte die Catlin Gabel School in Portland. 1973 schloss er sein Studium an der University of Oregon ab und promovierte 1976 an der Northwestern School of Law des Lewis and Clark College.
Jordan Schnitzer erwarb sein erstes Kunstwerk im Alter von 14 Jahren in der Fountain Gallery, der ersten Galerie für zeitgenössische Kunst in Portland, Oregon, die seiner Mutter Arlene Schnitzer gehörte und von ihr geführt wurde. Durch sie und ihre Galerie wurde aus dem anfänglichen Erwerb ein lebenslanges Sammeln, Teilen und Fördern von bildender Kunst. Seine Leidenschaft für Kunst führte ihn zum Aufbau einer der größten Sammlungen zeitgenössischer Druckgrafik und Multiples amerikanischer Künstler nach dem Zweiten Weltkrieg. Diese Medien weckten sein Interesse aufgrund ihrer technischen Vielseitigkeit und des kollektiven Entstehungsprozesses. Die Kunstwerke stammen aus zwei Sammlungen, der Jordan D. Schnitzer Collection und der Jordan Schnitzer Family Foundation, die zusammen mehr als 22.000 Unikate, Druckgrafiken und Multiples umfassen.
Verantwortung und Bildung sind für Jordan zentrale Begriffe. Oft zieht er eine Analogie zwischen Schriftstellern und Künstlern: „Was gibt es Schlimmeres, als ein Buch zu schreiben und zu veröffentlichen, das dann jemand kauft und ungelesen irgendwo in den Keller stellt?“ Ähnlich verhält es sich mit den Werken bildender Künstler. Die Sammlungen sind als „Leihbibliothek“ konzipiert, deren Aufgabe es ist, Kunstwerke an qualifizierte Museen auszuleihen und auszustellen, um die Wertschätzung für das Medium und die Künstler zu fördern.
Neben seiner Tätigkeit im Kunstbereich engagiert sich Jordan Schnitzer in zahlreichen gemeinnützigen Organisationen und war im Laufe der Jahre in über 30 Organisationen tätig.